# Spirotaenia
Spirotaenia é um género de algas verdes que constitui um grupo basal na respectiva linhagem e é considerado como um provável grupo irmão das Chlorokybophyceae.

## Descrição
O género era previamente considerado como parte da Zygnemataceae. Reproduz-se por conjugação isogâmica, um modo de reprodução que previamente era apenas conhecido nas Zygnemataceae/Mesotaeniaceae, os grupos irmão das plantas terrestres. Esta conclusão é surpreendente, pois Spirotaenia é considerada muito mais basal. O processo de conjugação é substancialmente aberrante.
Alguns autores afirmam que Spirotaenia pode na realidade ser mais de uma linhagem distinta agrupando organismos que não são filogeneticamente próximos.